# Robert Bourdon
Ne doit pas être confondu avec Rob Bourdon ou Robert Gourdon.
Pour les articles homonymes, voir Bourdon.
Robert Bourdon, né le 25 mars 1906 à Issy-les-Moulineaux et mort le 9 mars 2016 à Nice, est un centenaire français.
Il est le doyen masculin des Français du 13 janvier 2016 à sa mort.

## Biographie
Son père meurt lorsqu'il a 17 ans.
En 1918, Robert Bourdon obtient le certificat d'études primaires avec le classement de 1er du canton. En 1924, il obtient à l'École supérieure d'électricité (Supélec) un diplôme d'ingénieur technicien. 
En 1970, il prend sa retraite et s'installe à Saint-Étienne-de-Tinée. Il s'y implique dans le syndicat d'initiative et l'expansion de la station d'Auron.
En 2016, il s'installe à Nice. Le 13 janvier 2016, à la mort de Roger Gouzy, il devient le doyen masculin des Français,. Il meurt le 9 mars 2016 à Nice.

## Publications
- Robert Bourdon (préf. Luc Thevenon), Saint-Étienne-de-Tinée : jadis et aujourd'hui : histoire et évolution d'un village frontalier des Alpes-Maritimes, Saint-Étienne-de-Tinée, chez l'auteur, 1991, 154 p. (OCLC 25133522, BNF 40217623)
- Robert Bourdon, Un siècle ! Et quel siècle ! : mémoires d'un centenaire, Nice, Serre, 2006, 127 p. (ISBN 2-86410-454-7, OCLC 469499474, BNF 40209337, présentation en ligne)